# Liki24.com
Liki24.com — український стартап у галузі охорони здоров'я, маркетплейс для пошуку медикаментів у аптеках, порівняння цін, замовлення та доставки.

## Історія
Liki24.com був заснований 24 липня 2017 року. Засновники: Антон Авринський, Сергій Фадєєв, Дмитро Лятамбур, Сергій Клєбанов, Володимир Зубенко.
До кінця 2017 року сайт мав кількасот клієнтів
Перший рік проект розвивався лише на кошти засновників, які вклали у нього кількасот тисяч доларів. 2018 року стартапу запропонував гроші перший інвестор — Олександр Ублінських із Dragon Capital.
Того ж 2018 року Liki24.com виграли конкурс стартапів на IT Arena 2018 і отримали грант на 10 000 доларів.
2019 року інвестиційні фонди TA Ventures, Genesis Investments та інші бізнес-ангели вклали в стартап $1 млн.
Під час пандемії, викликаної коронавірусом SARS-CoV-2, сервіс Liki24.com спільно з «Укрпошта» почали соціальний проект «ЛікіВдома» — безкоштовну доставку медикаментів у регіони України.
До проекту долучилися державні адміністрації Львівської, Дніпропетровської, Сумської, Херсонської та Одеської областей. У квітні 2020 ресурс та Uber запустили в Києві доставки медикаментів додому на таксі.
У липні 2020 року сервіс вийшов на ринок Польщі. У серпні 2020 року компанія залучила 5 млн доларів для підтримки й розвитку бізнесу на європейському ринку від Horizon Capital.
Liki24.com став партнером програми «Doctor Online» від Київстар та медичних центрів «Into-Sana», а також страхових компаній Альфа Страхування, УНІКА, Універсальна та інших.
Після початку повномасштабного вторгнення Росії в Україну 24 лютого 2022 року, сервіс створив логістичний центр у Хмельницькому і продовжив роботу.
Станом на березень 2022, сервіс працює в Україні, Румунії, Польщі, та Угорщині.

## Відзнаки
У квітні 2020 року Liki24.com стали фіналістами національного онлайн-змагання IT-проектів «HackCorona» in Ukraine від Міністерства цифрової трансформації.
2020 року Liki24.com разом із п'ятьма іншими українськими проектами потрапили на «Дошку слави українських стартапів» (англ. Ukrainian Startups Wall of Fame), яку веде естонсько-українська спільнота lift99.
У жовтні 2020 року сервіс потрапив до 15 найбільш відвідуваних «чистих» маркетплейсів, які зареєстровані в Україні.
У квітні 2021 Forbes.ua включив сервіс до тридцятки найкращих стартапів з українськими коренями.